# Elizabeth Hardwick
Elizabeth Hardwick (Lexington, Kentucky, 27 de juliol de 1916; Nova York, 2 de desembre de 2007) va ser una escriptora i crítica literària estatunidenca.

## Trajectòria
Elizabeth Hardwick va néixer en Lexington (Kentucky), sent la vuitena d'una família d'onze fills. Va estudiar a la Universitat de Kentucky i el 1939 va marxar a Nova York per completar estudis a la Universitat de Colúmbia. Dos anys després va abandonar els estudis i va començar a escriure crítica literària. L'any 1947 va rebre un a beca Guggenheim per a estudiar literatura de ficció. Va ser guanyadora de la Medalla d'Or de l'Acadèmia Estatunidenca de les Arts i les Lletres.
El 1959, Hardwick va publicar a la revista Harper's l'article «The Decline of Book Reviewing» (El declivi de les ressenyes de llibres), una crítica generalment dura i fins i tot mordaç de les ressenyes de llibres publicades als diaris de l'època als Estats Units. Va publicar quatre llibres de crítica: A View of My Own (1962), Seduction and Betrayal (1974), Bartleby in Manhattan (1983), i Sight-Readings (1998).[1] El 1961, va editar The Selected Letters of William James.
La vaga de diaris de la ciutat de Nova York de 1962 va inspirar Hardwick, Robert Lowell, Jason Epstein, Barbara Epstein i Robert B. Silvers a fundar The New York Review of Books, una publicació que esdevenir de lectura habitual per a molts lectors com ho havia estat The New York Times Book Review, que Hardwick havia destrossat en el seu assaig de 1959.
Entre 1949 i 1972 va estar casada amb el poeta Robert Lowell; la seva filla és Harriet Lowell. Va fer classes en els setanta i vuitanta en el Barnard College així Columbia University de Nova York.